# Asahi-Kompositionspreis für Chöre
Der Asahi-Kompositionspreis für Chöre (japanisch 朝日作曲賞 Asahi Sakkyokushō, englisch Asahi Composition Award for Chorus) ist ein japanischer Musikpreis, der seit 1971 alljährlich im Rahmen eines Kompositionswettbewerbs für Chormusik vergeben wird. Er steht unter der Schirmherrschaft der Zeitung Asahi Shimbun und der „Alljapanische Chorvereinigung“ (Japan Choral Association).
Ziel ist es zum einen neue Kompositionen für Chormusik zu befördern. Zum anderen gibt es seit 1979 einen Wettbewerbsanteil, in dem ein Prüfungsstück vorgetragen wird. Von 1979 bis 1998 musste als Prüfungsstück ein zehn- bis zwanzigminütiges Musikstück für Chöre entweder ohne oder lediglich mit Klavierbegleitung dargeboten werden. Neben dieser Auszeichnung gibt es zudem den gleichnamigen „Asahi-Kompositionspreis für Blasorchester“. Die offizielle Bezeichnung lautet damit „Asahi-Kompositionspreis“. Zur Unterscheidung der beiden Preise ist die Sparte Chor hier im Titel explizit angegeben.

## Preisträger
| Jahr | Komposition | Komponist                           |
| ---- | --- | ----------------------------------- |
| 1971 | nicht vergeben, bestes, aber nicht ausgezeichnetes Werk war eine Suite für gemischten Chor nach einem Gedicht des Schriftstellers Satō Hachirō | Setoguchi Shigetoshi                |
| 1972 | Shiokaze no uta (潮風のうた) | Hirano Jun’ichi                     |
| 1973 | Drei Sonette für Frauenchöre | Katō Manabu                         |
| 1974 | Hayachine no shiki (早池峰の四季) Suite für Frauenchor                                                                                         | Hirano Jun’ichi                     |
| 1975 | Warabe uta (わらべうた) für Frauenchor und Klavier                                                                                             | Niimi Tokuhide                      |
| 1976 | Boku no nikki kara (ぼくの日記から) | Takayama Atsushi                    |
| 1977 | Shōnen nidai (少年二題) Suite für Frauenchor                                                                                                   | Kōga Kazuhiro                       |
| 1978 | Fushigi na kuni no kotoba tachi (不思議な国の言葉たち) nach Lewis Carroll                                                                      | Fujisawa Michio                     |
| 1979 | Ai no hi ni (愛の日に) | Hirano Masahiro                     |
| 1980 | Ikora asami no suki na ko(憩らい -薊の好きな子に-)                                                                                             | Ogata Toshiyuki                     |
| 1981 | Onnanoko no māchi (女の子のマーチ) | Mizuki Kaoru                        |
| 1982 | Kusa ni nete rokugatsu no aru nichiyōbi (草に寝て…六月の或る日曜日に)                                                                          | Katō Manabu                         |
| 1983 | Kaze no utatta uta sono ichi (風のうたったうた その 1)                                                                                         | Ishihara Shin                       |
| 1984 | Shakuri (しゃっくり) | Mizuki Kaoru                        |
| 1985 | Asa ni (朝に) | Suzuki Akemi                        |
| 1986 | Kaze (風) | Satō Tomomotsu                      |
| 1987 | Uta hitotsu (うたひとつ) | Murakumo Ayako                      |
| 1988 | Haru (はる) | Ban Takekazu                        |
| 1989 | Haru (春) nach dem Kopfkissenbuch | Matsuzaki Taiji                     |
| 1990 | Hachigatsu (八月) Itaria no onna ga oshiete kureta koto (イタリアの女が教えてくれたこと)                                                       | Sugahara Mariko Kumagaya Ken’ichi   |
| 1991 | Ojiichan no uta (おじいちゃんの詩) Wasuremono (忘れもの)                                                                                       | Kurusu Makoto Ishijima Hiroshi      |
| 1992 | Mokuba (木馬) Bappukudon (ばっぷくどん) | Yamagishi Tōro Oyama Junko          |
| 1993 | Hi (火) Hashiru kodomo (走る子供) | Yamaguchi Akihito Matsuzaki Taiji   |
| 1994 | Moshi shima dattanara (もし鳥だったなら) Chippoke na zō ga yatte kita (ちっぽけな象がやってきた)                                               | Nobunaga Takatomi Nakajima Mutsuaki |
| 1995 | Shunshū sanshu (春愁三首) Kaze ga fuki kaze ga fuki (風が吹き風が吹き)                                                                         | Nobunaga Takatomi Fujii Takashi     |
| 1996 | Komoriuta (子守唄) Yuamisuru hebi (ゆあみする蛇)                                                                                               | Kusano Jirō Suzuki Akemi            |
| 1997 | Yuki (雪) Kaze no machi (風のまち) | Kodera Nanae Mashima Kei            |
| 1998 | Daruma-san ga koronda (だるまさんがころんだ) Voice of the Air                                                                                  | Hasebe Masahiko Uchino Hiroki       |
| 1999 | Utaubeki uta (うたうべき詩) für Männerchor und Klavier                                                                                         | Nobunaga Takatomi                   |
| 2000 | Futatabi watashi mo (ふたたび私も…) Suite für gemischten Chor                                                                                  | Ban Takekazu                        |
| 2001 | Itsutsu no eizō (五つの映像) für gemischten Chor                                                                                               | Sakata Masahiro                     |
| 2002 | nicht vergeben |                                     |
| 2003 | Kaze no michiru hi (風の満ちる日) für gemischten Chor und Klavier                                                                              | Ōhashi Michiko                      |
| 2004 | Kirin no sentaku (キリンの洗濯) für gemischten Chor                                                                                            | Horiuchi Takaaki                    |
| 2005 | Kodomo no shōzō (子どもの肖像) für gemischten Chor                                                                                             | Yamauchi Masahiro                   |
| 2006 | Itsutsu no bōin no bōken (五つの母音の冒険) für gemischten Chor                                                                                | Hasebe Masahiko                     |
| 2007 | Chinkon no fu (鎮魂の賦) Suite für gemischten Chor und Klavier                                                                                 | Ueda Maki                           |
| 2008 | Hyakusai ni natte (百歳になって) Suite für gemischten Chor und Klavier                                                                         | Hirose Masakazu                     |
| 2009 | Aki no hitomi (秋の瞳) Suite für gemischten Chor                                                                                               | Fujiwara Hiroaki                    |
| 2010 | Yume no uchi soto (夢のうちそと) für Frauenchor und Klavier                                                                                    | Tsuchida Toyotaka                   |
| 2011 | Sayonara Lawrence (さよなら、ロレンス) für gemischten Chor und Klavier                                                                         | Moriyama Toritaka                   |
| 2012 | Gensō shōkyokushū (幻想小曲集) nach einem Gedicht von Miyazawa Kenji                                                                           | Asai Shōichi                        |
| 2013 | Aoi shōkei (青い小径) Suite für gemischten Chor und Klavier                                                                                    | Morita Kaori                        |
| 2014 | Nemuri no mori no hanashi (ねむりのもりのはなし) Suite für gemischten Chor                                                                     | Yamashita Yuka                      |
| 2015 | Inchō (印象) für gemischten Chor und Klavier                                                                                                   | Ichihara Toshiyaki                  |
| 2016 | Jikai (自戒) Suite für gemischten Chor und Klavier                                                                                             | Mokawa Norikazuo                    |
| 2017 | Kusa no ue (草の上) Suite für gemischten Chor und Klavier                                                                                      | Shuto Kentarō                       |
| 2018 | Ishi no ue (甃のうへ) Suite für gemischten Chor und Klavier                                                                                    | Kawaura Yoshihiro                   |